# Форкета (Терамо)
Форкета (итал. Forchetta) је насеље у Италији у округу Терамо, региону Абруцо.
Према процени из 2011. у насељу је живело 76 становника. Насеље се налази на надморској висини од 203 м.